# Ібрагім Аділ-шах II
Ібрагім Аділ-шах ІІ (*1556 — 12 вересня 1627) — 6-й Біджапурський султан у 1580—1627 роках.

## Життєпис

### Регентство
Походив з династії Аділ-шахів. Син султана Алі Аділ-шаха I. Після смерті останнього у 1580 році розпочалася боротьба за трон. Спочатку частина знаті оголосила султаном Імрана Ібрагіма, небожа померлого правителя. Проте незабаром військовик Камаль-хан захопив владу й оголосив себе регентом при Ібрагімі Аділ-шахі, якого зробив султаном. Втім Камаль-хан недовго протримався у влади — того ж року його було схоплено й страчено Хаджою Кішмар-ханом. Останній став новим регентом.
Регентство Кішвар-хана відзначено війнами з Ахмеднагарським султанатом та боротьбою за влади всередині держави. Спроба Кішвар-хана стати новим султаном провалилася, він стік до Голконди, де невдовзі загинув. Після цього за регентство боролися Чанд Біб ті Іхлас-хан. В свою чергу Іхлас-хана у 1582 році було повалено Ділавер-ханом, який зберіг владу до 1591 року.

## Правління
У 1591 році Ібрагім II Аділ-шах відсторонив від влади ділавер-хана й став особисто правити. Значну частину свого володарювання приділяв налагодження миру та нормального співіснування мусульман та індусів. Сам перейшов до сунізму. Водночас відзначався віротерпимістю до шиїтів, шиваїстів, інших індуїстських вірувань.
Багато часу приділяв розвитку торгівлі: були налагоджені стосунки з португальцями у Гоа, Персією, Османською імперією.
У зовнішній політиці намагався ліквідувати постійну загрозу з боку султанів Ахмеднагару та Голконди. Для цього вступив у союз з імперією Великих Моголів. У 1600 році разом з могольськими військами атакував Ахмеднагар, завдавши його значної поразки, у 1610 році у битві з біджапурським військом загинув султан Муртаза II Нізам-шах. У 1618—1619 році Ібрагім II приєднав до Біджапуру землі Бідарського султанату.
Останні роки султан здебільшого провів у мирі із своїми сусідами. Лише у 1624 році підтримав Великих Моголів проти Малік Амбара, який намагався відродити велич Ахмеднагар. У битві при Бхатваді останньому завдано рішучої поразки.
Помер султан Ібрагім II Аділ-шах 12 вересня 1627 року у Біджапурі, залишивши трон синові Мухаммад Аділ-шаху.

## Творчість
Був талановитим письменником, поетом та музикою. Знав мови маратхі, дакхані, урду й каннада. Відомий як покровитель музики, що залучав до свого двору відомих музик та танцюристів, підтримував поетів Шах Наваз Хана й Зухурі і каліграфа Халіллули Бутшикана (отримав титул головного писаря — падишаха-ікалама), що прибули з Хорасану, художників-мініатюристів Абдар-Рашида та Абдаль-Латіфа Мустафи.
Вірші султана мали ліричний характер, значною була тема кохання, присвячувалися дружині Чанд Султані. Є автором книги «Кутб-і-Наврас» (Книга Дев'яти Рас), куди увійшло 59 віршів та 17 куплетів. В цій збірки розкривається теорія 9 рас, що займає важливе в індійські естетиці.